# Merlin Santana
Merlin Santana (14 de março de 1976 - 9 de novembro de 2002) foi um ator e rapper norte-americano. Começando sua carreira no início dos anos 1990, Santana era mais conhecido por seus papéis como o namorado de Rudy Huxtable, Stanley, em The Cosby Show, Marcus Dixon em Getting By, Marcus Henry em Under One Roof e Romeo Santana na sitcom da WB The Steve Harvey Show (1996 - 2002). Ele também era conhecido por seu papel recorrente como Ohagi na sitcom Moesha da UPN.
Em 9 de novembro de 2002, Santana foi morto a tiros em Los Angeles por Damien Andre Gates, de 19 anos, a mando da namorada de Gates, Monique King, que acusou falsamente Santana de investir sexualmente contra ela.
1. ↑  «Actor Merlin santana, 26, shot to death». The Lawton Constitution (em inglês). 11 de novembro de 2002. Consultado em 14 de julho de 2025